# Charles Bidwill
Charles W. Bidwill (* 16. September 1895 in Chicago, Illinois; † 19. April 1947 in Chicago) war ein amerikanischer Unternehmer und der Besitzer der American-Football-Mannschaft Chicago Cardinals (heute Arizona Cardinals) in der National Football League (NFL) von 1933 bis 1947.

## Leben
Charles W. Bidwill war der Sohn von Joseph Edward Bidwill und Mary Anne Sullivan. Sein Großvater väterlicherseits war aus Irland eingewandert und starb während des Amerikanischen Bürgerkrieges in der Schlacht von Gettysburg. Sein Vater war Stadtrat im 9. Bezirk. Sein ältester Bruder Joseph Edward Bidwill Jr. arbeitet am Chicagoer Amtsgericht. Sein jüngerer Bruder Arthur John Bidwill war republikanischer Senator im Parlament von Illinois. Weiterhin hatte er eine Schwester Loretta.
Bidwill besuchte die St. Ignatius High School und studierte anschließend auf der Loyola University. Nach seinem Abschluss begann er ab 1916 als Anwalt zu praktizieren. Während des Ersten Weltkrieges war er Soldat in Europa. Nach seiner Rückkehr baute er eine Verbindung zum Bürgermeister von Chicago William Hale Thompson auf und arbeitete von 1919 bis 1924 in dessen Team.
Eine von Bidwills größten Leidenschaften waren Pferderennen und er besaß ab 1928 selbst einen Rennstall. Ab Mitte der 1920er Jahre war er im Management der Betreibergesellschaft (Chicago Business Men’s Racing Association) der Pferderennbahn Hawthorne Racetrack aktiv. In dieser Funktion war er ab Ende 1926 Sekretär der Illinois Turf Association, der Vereinigung der Pferderennbahnen in Illinois. Anfang 1937 erwarb er weitere Anteile an der Betreibergesellschaft, so dass er die Kontrolle über das Unternehmen erhielt und Aufsichtsratsvorsitzender wurde. Der Pachtvertrag endete 1945.
Aber auch in anderen Sportarten versuchte er Fuß wirtschaftlich zu fassen. Ab 1926 war er eine Zeitlang am Baseball-Team Chicago American Giants, dass in der Negro National League spielte, beteiligt. 1931 beteiligte er sich am NFL-Team von George Halas, den Chicago Bears. Als Halas 1932 die Anteile von Sternaman übernahm, half er diesen bei der Finanzierung und erwarb weitere Anteile für 5000 Dollar. 1933 leitete er das Unternehmen, das die Sportarena Chicago Stadium betrieb.
Anfang der 1930er Jahre war er im Management des Verlags Bentley-Murray, der vor allem Programmhefte, Wettscheine etc. druckte. Dieser Verlag gehörte zur Gruppe des Mobster der Kosher Nostra, Moses Annenberg.
Am 6. September 1933 wurde bekanntgegeben, dass er das NFL-Team der Chicago Cardinals für 50.000 Dollar vom Arzt David J. Jones erworben hatte. In der Folge verkaufte er im Oktober des gleichen Jahres seine Bears-Anteile an Halas. Das fortlaufend Verluste schreibende NFL-Franchise konnte Bidwill nur durch entsprechende Zuschüsse am Leben halten. Während des Zweiten Weltkriegs war er auf Grund von Spielermangel gezwungen, seine Mannschaft in der Saison 1944 temporär mit den Pittsburgh Steelers zu verschmelzen und die Card-Pitts (offiziell: Chicago-Pittsburgh Cardinals-Steelers) zu bilden. Das gleiche Schicksal ereilte ein Jahr zuvor ebenfalls die Pittsburgh Steelers und die Philadelphia Eagles, die in der 1943er-Saison die Steagles (offiziell: Philadelphia-Pittsburgh Eagles-Steelers) bilden mussten, um den Spielbetrieb aufrechterhalten zu können.
Ab 1944 war er Mitfinanzier der National Girls Baseball League und dort mit dem Team der Chicago Bluebirds vertreten.
Mit der Gründung der All-America Football Conference (AAFC) 1944 und der Aufnahme des Spielbetriebes erhielt die Football-Teams in Chicago mit den Chicago Rockets weitere Konkurrenz. Eigentümer dieses AAFC-Franchises war der Speditionsunternehmer John L. Keeshin. Dieser war daneben auch Betreiber der Rennbahn Sportsmen’s Park, welche direkt neben dem Hawthorne Racetrack lag. Den Rennbahnbetreibern wurden Verbindungen zum Al-Capone-Syndikat nachgesagt. Um gegen die Konkurrenz der Rockets bestehen zu können, entschied sich Bidwill den College-Star Charley Trippi für die damals astronomische Summe von 100.000 US-Dollar unter Vertrag zu nehmen. Damit vervollständige er sein sogenanntes Dream Backfield.
Am 29. Oktober 1946 erwarb Charles Bidwill die Kontrolle über den Nation Jockey Clubs, der die Rennbahn Sportsmen’s Park betrieb. Bidwills Partner in diesem 1-Million-Dollar-Geschäft war William H. Johnston. Im Rahmen der Kefauver-Hearings wurde bekannt, dass dieser zum Capone-Syndikat gehörte. Mit Johnston zusammen betrieb er außerdem vier Hunderennbahnen in Florida.
Charles Bidwill starb am 19. April 1947 an einer viralen Lungenentzündung. Er war kurz zuvor nach einer überstandenen Erkältung ins Krankenhaus eingeliefert worden und erhielt dort künstlichen Sauerstoff und lag im Koma.
Zu den Sargträgern bei seiner Beerdigung gehörten George Halas, William H. Johnston, Arch Wolfe und Ray C. Bennigsen. Er wurde in einem Familiengrab auf dem Queen of Heaven Catholic Cemetery in Hillside (Illinois) bestattet.
Charles Bidwill war seit Mitte der 1920er Jahre mit Violet verheiratet. Das Paar adoptierte zwei Söhne Charles „Stormy“ Junior und Willam V. Bidwill. Nach seinem Tod übernahm seine Frau die Kontrolle über sein Vermögen. Die Cardinals gewannen mit Tippi acht Monate nach bidwlls Tod die Meisterschaft 1947.
Im Jahr 1967 wurde Bidwill in die Pro Football Hall of Fame aufgenommen.